# Hopea mindanensis
Hopea mindanensis är en tvåhjärtbladig växtart som beskrevs av Foxworthy. Hopea mindanensis ingår i släktet Hopea och familjen Dipterocarpaceae. Inga underarter finns listade i Catalogue of Life.